# Trattato (letteratura)

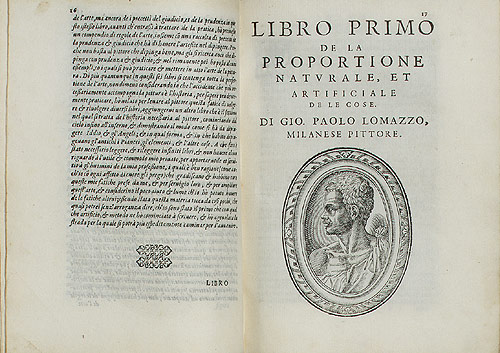
Frontespizio del primo libro del Trattato dell'arte della pittura di Giovanni Paolo Lomazzo

Un trattato è un'opera che espone, in uno più volumi, i princìpi e i concetti basilari di una materia del sapere, spesso con scopi didattici e/o educativi. Caratteristica dunque del trattato è che esso svolge non un determinato argomento in maniera compiuta (come la monografia), ma espone in maniera metodica e sistematica l'insieme delle conoscenze di base di una disciplina. 
Oggi si hanno trattati di livello universitario in ogni branca del diritto (ad es. il Trattato di diritto amministrativo, a cura di Sabino Cassese, Milano, A. Giuffrè, 2003), della medicina (ad es. il Trattato di chirurgia di David C. Sabiston, Roma, Delfino, 2012), della storiografia (ad es. il Trattato di storia romana di Giulio Giannelli e Santo Mazzarino, Roma, Tumminelli, 1953-56) e della scienza, dove però come titolo è meno usato (ad es. il Trattato di geologia di Piero Leonardi, Torino, Utet, 1970; il Trattato di fisica di Robert Wichard Pohl, Padova, Piccin, 1971-72).

## Storia
I primi trattati risalgono alla letteratura greca; essi potevano essere in forma espositiva, come la Poetica di Aristotele, o dialogica, come i dialoghi di Platone.

## Alcuni celebri trattati
- Elementi di Euclide
- De arte venandi cum avibus di Federico II
- De vulgari eloquentia di Dante Alighieri
- Dialogo sopra i due massimi sistemi del mondo e Sidereus Nuncius di Galileo Galilei
- De architectura di Marco Vitruvio Pollione
- De re aedificatoria di Leon Battista Alberti
- I quattro libri dell'architettura di Andrea Palladio
- De libero arbitrio di Erasmo da Rotterdam
- Il principe di Niccolò Machiavelli
- Regola delli cinque ordini d'architettura di Jacopo Barozzi da Vignola
- L'idea dell'architettura universale di Vincenzo Scamozzi